# Església de fusta de Rødven
L'església de fusta de Rødven (en noruec: Rødven Stavkyrkje) és una església de fusta situada al municipi de Rauma, comtat de Møre og Romsdal, Noruega. Es troba al poble de Rødven. L'església és part de la parròquia d'Eid og Holm i del deganat d'Indre Romsdal, a la Diòcesi de Møre. L'església ja no és activa i és propietat de la Societat per a la Preservació de Monuments Antics de Noruega des de 1907, quan una nova església de Rødven va ser construït al costat d'aquesta. Tot i que és un museu, té un servei d'adoració cada any durant la vigília del Dia de Sant Olaf.
D'acord amb un tauler d'anuncis fora de l'església, la nau i el pòrtic sud daten del segle xiv, les dates del crucifix del segle xiii i el púlpit del 1712. L'església és una stavkirke de l'estil de Møre a causa de la seva estructura i els pals de suport exteriors que abracen les parets. Durant un estudi arqueològic realitzat entre els anys 1962 i 1963, es van trobar marques de missatges per a un edifici antic en el mateix lloc.

## Galeria

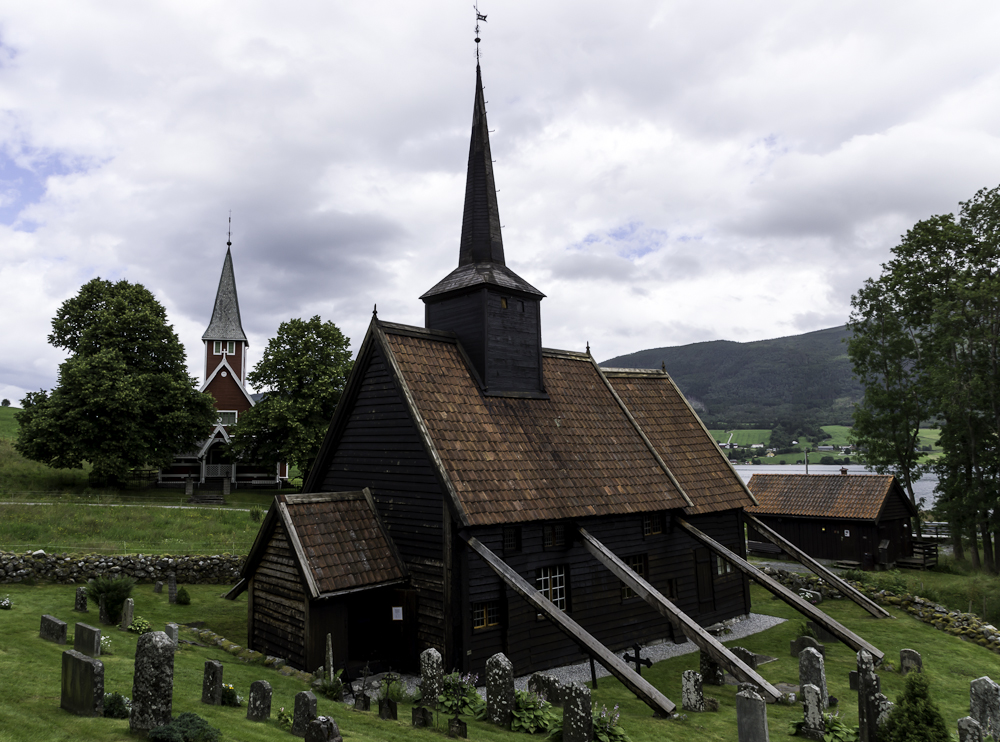
Exterior de l'església.
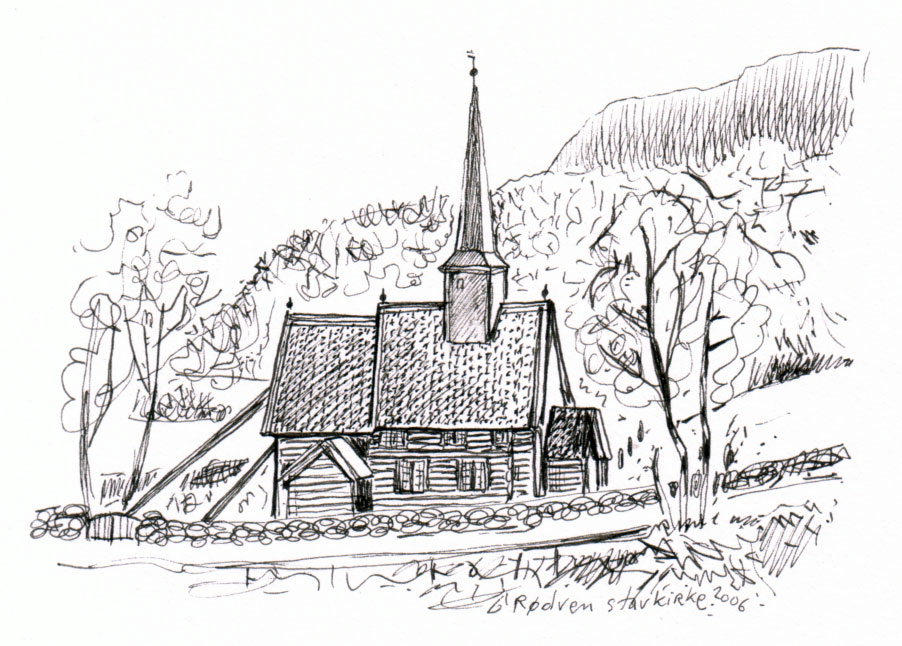
Esbòs de l'església.
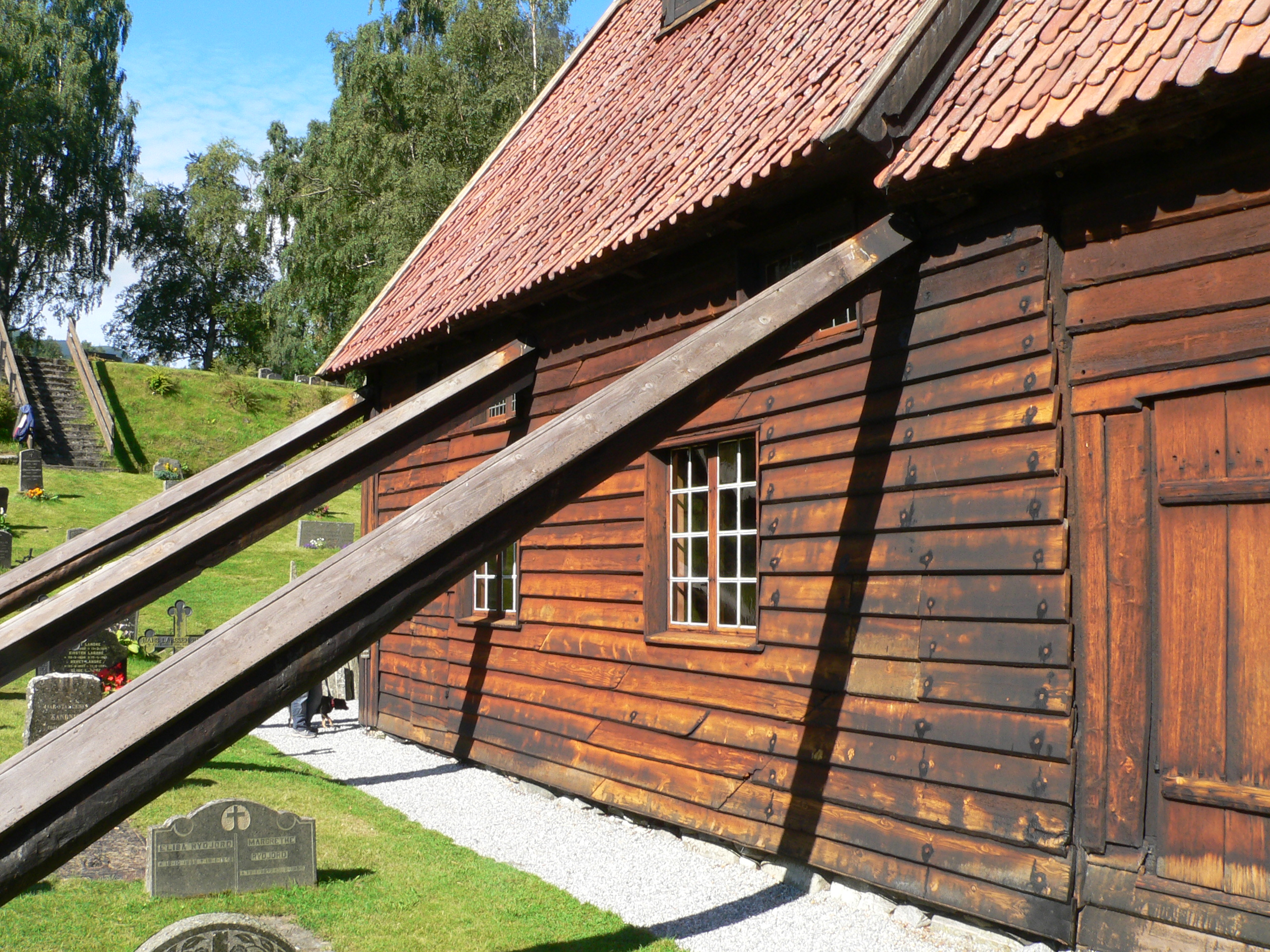
Pals de suport exteriors.
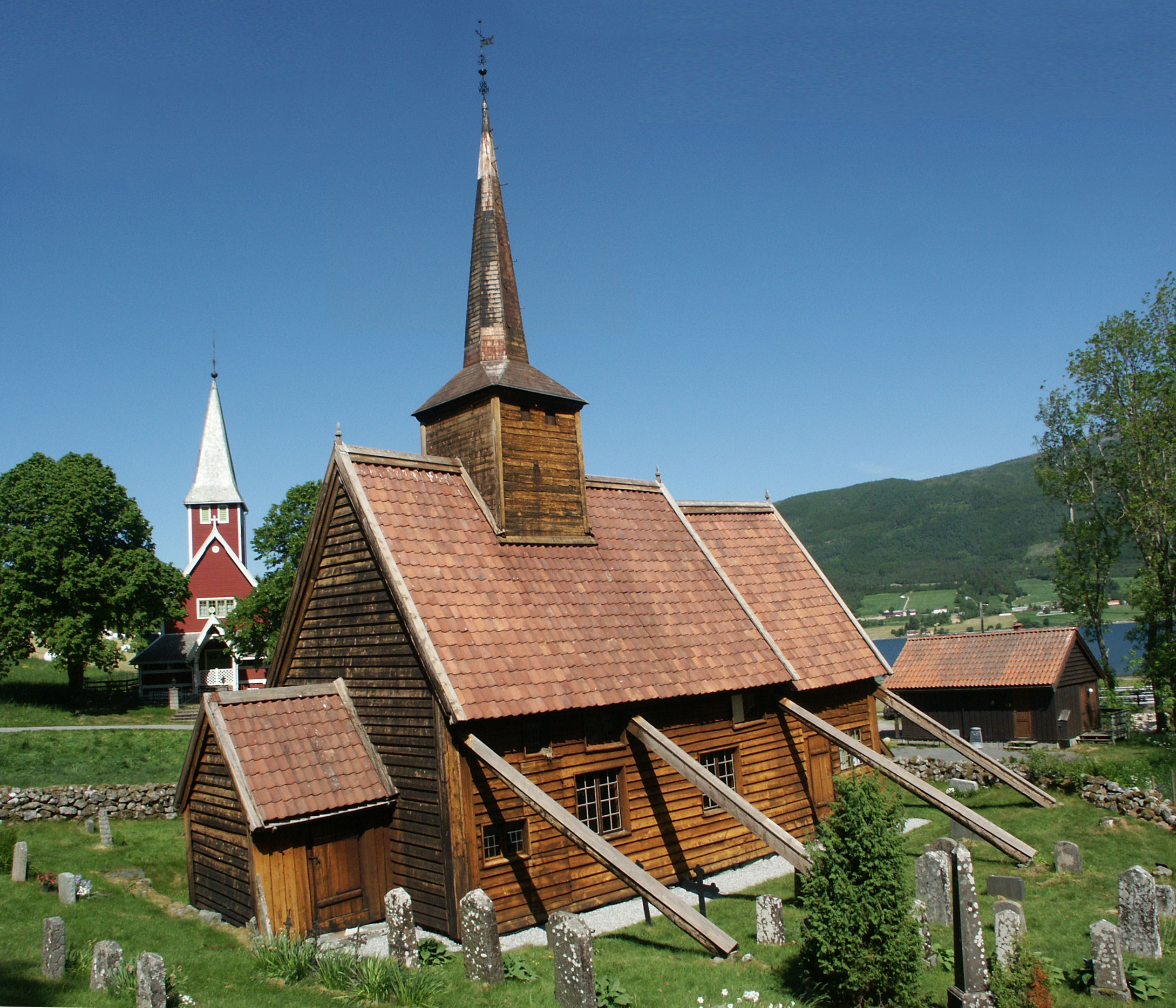
Vista exterior de l'església, amb l'altra església del poble al fons.